# Lake Beme
Lake Beme är en sjö i Kamerun.   Den ligger i regionen Sydvästra regionen, i den västra delen av landet, 250 km nordväst om huvudstaden Yaoundé. Lake Beme ligger 472 meter över havet. Arean är 0,29 kvadratkilometer. I omgivningarna runt Lake Beme växer i huvudsak städsegrön lövskog. Den sträcker sig 0,6 kilometer i nord-sydlig riktning, och 0,6 kilometer i öst-västlig riktning.